# نامه تیمور به شارل ششم

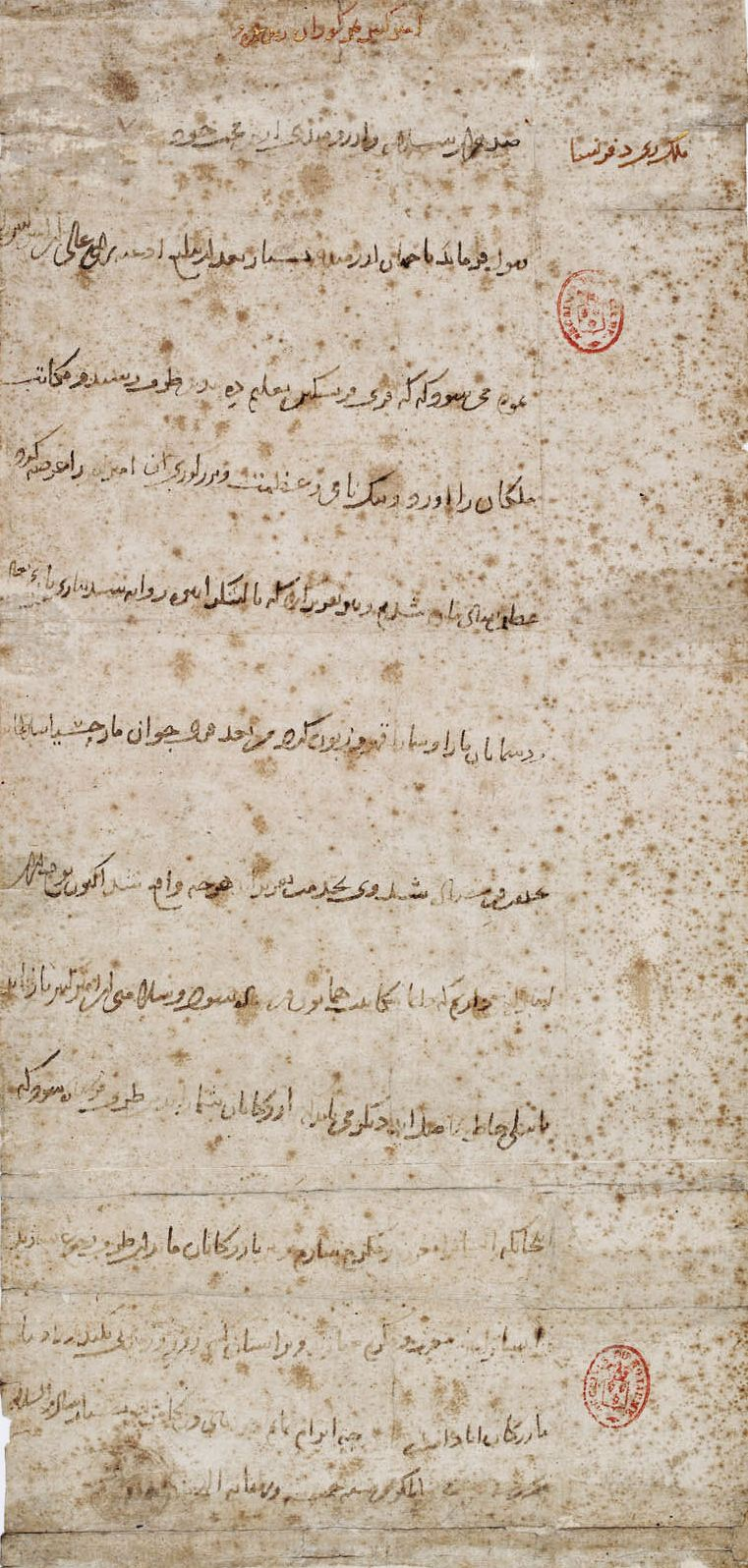
نامهٔ تیمور به شارل ششم فرانسه

نامهٔ تیمور به شارل ششم فرانسه از قدیمی‌ترین ومهم‌ترین نامه‌های موجود از فرمان‌رویان ایران و زبان فارسی است که در ۱۸ مرداد ۷۸۱ (۱ محرم ۸۰۵ قمری) نگاشته شده است.

## ماجرای نامه
تیمور از شارل ششم فرانسه درخواست می‌کند شماری از بازرگانان خود را به خدمتش گسیل دارد. شارل ششم نیز سفیران فرمانروای ایران را مطمئن می‌سازد که هرگاه بازرگانان و دولتمردان ایرانی به فرانسه سفر کنند با افتخار مورد پذیرایی و احترام قرار خواهند گرفت.
شارل ششم، پادشاه فرانسه، نامه‌هایی برای تیمور فرستاد. تیمور نیز در پاسخ به شارل، نامه‌ای به تاریخ ۸۰۵ توسط جان دوم، سر اسقف سلطانیه، فرستاد و خواستار گسترش مناسبات بازرگانی گردید. اصل این نامه در کتابخانه اسناد رسمی پاریس موجود است. جان دوم، سفیر تیمور به دربارهای انگلستان و جنووا نیز بود. هدف تیمور از تماس با دربارهای اروپایی، بیشتر برقراری مناسبات تجاری بود تا نظامی (جوادی، ص ۱۷۸).
این نامه از قدیمی‌ترین نامه‌های مهردار فرمانرویان ایران است که در آسیای صغیر و ۱۲ روز پس از شکست تاریخی عثمانی‌ها و اسارت سلطان بایزید ایلدرم نگاشته شده است. نامه لحنی دوستانه دارد ولی پر از غلط‌های نوشتاری است؛ و اصل آن بشماره ۹۳۷ در خزانه اسناد رسمی در پاریس بایگانی و مورخ بتاریخ سه‌شنبه ۱۸ مرداد ۷۸۱ غره محرم سنهٔ ۸۰۵ هجری برابرماه اوت ۱۴۰۲ مسیحی) می‌باشد. در ذیل نامه نقش مهری از امیر تیمور می‌باشد که بدین قرار است: در طرف دست راست از طرف بالا سه دایرهٔ کوچک.

## نامه‌بَر
نامهٔ تیمور توسط «فری جوآن مارحسیا مطران» معروف به جان دوم کشیش بزرگ منطقه‌ای که سلطانیه در مرکز آن قرار داشت و اصالتاً از مردم ایتالیا و فرقهٔ فرانسیسکن بود فرستاده شد. وی در ژوئن ۱۴۰۳ به پاریس رسید.

## ۶متن نامه
امیر کبیر تمر کوران زید عمره
ملک ری دفرنسا
صد هزار سلام و آرزومندی ازین محّب خود با جهان ارزمندی بسیار بعد از تبلیغ ادعیه رای عالی آن امیر کبیر را نموده می‌شود که که فری فرنسکس تعلیم‌ده بدین طرف رسید و مکاتب ملکان را آورد و نیک‌نامی و عظمت و بزرکوری آن امیرکبیر را عرضه کرد عظیم شادمان شدیم و نیز تقریر کرد که با لشکر انبوه روانه شد بیاری باری تعالی و دشمنان ما را و شما را قهر و زبون کرد من بعد فری جوان مارحسیا سلطانیة به خدمت فرستاده شد وی بخدمت تقریر کند هر چه واقع شد اکنون توقع از آن امیر کبیر داریم دائماً مکاتیب همایون فرستاده شود و سلامتی آن امیر کبیر باز نماید تا تسلّی خاطر حاصل آید دیگر می‌باید که بازرگانان شما را بدین طرف فرستاده شود که اینجایگه ایشانرا معزّز و مکرّم سازیم و نیز بازرگانان ما بدان طرف رجوع سازند ایشانرا نیز معزّز و مکرّم سازند و بر ایشان کسی زور و زیادتی نکند زیرا دنیا ببازرگانان آبادانست زیادت چه ابرام نمایم دولت باد در کامرانی بسیار سال و السلام تحریر فی غرّة محرّم المکرم سنة خمسة و ثمانمایه الهجریّة [مُهر تیمور]

## مقالهٔ محمد قزوینی
دربارهٔ جزئیات این نامه علامه محمد قزوینی مقاله سودمندی در شمارهٔ پنجم از دورهٔ جدید روزنامه کاوه به تاریخ ۲۸ آذر ۱۲۹۰ نوشته است. تصاویر این مقاله در پایین آمده است. (تصاویر را با تفکیک‌پذیزی بالاتر ببینید)

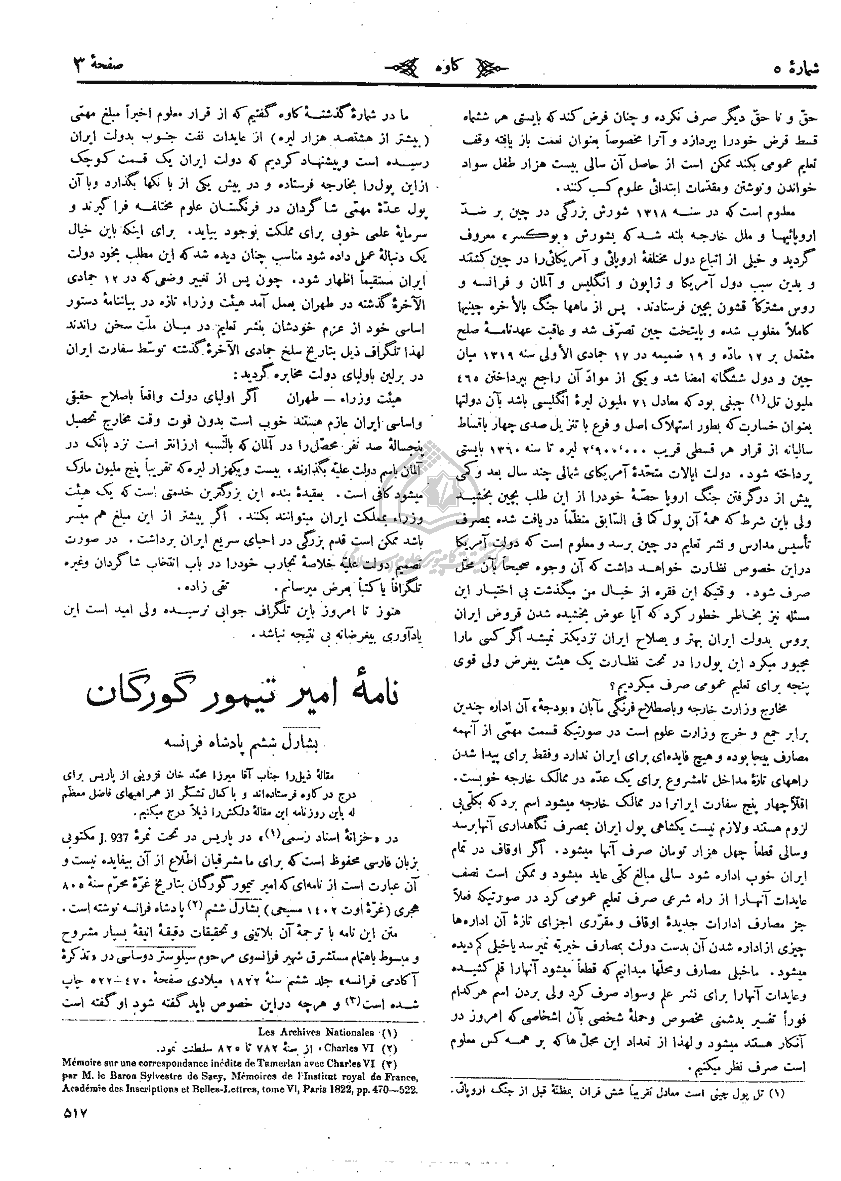
صفحهٔ اول
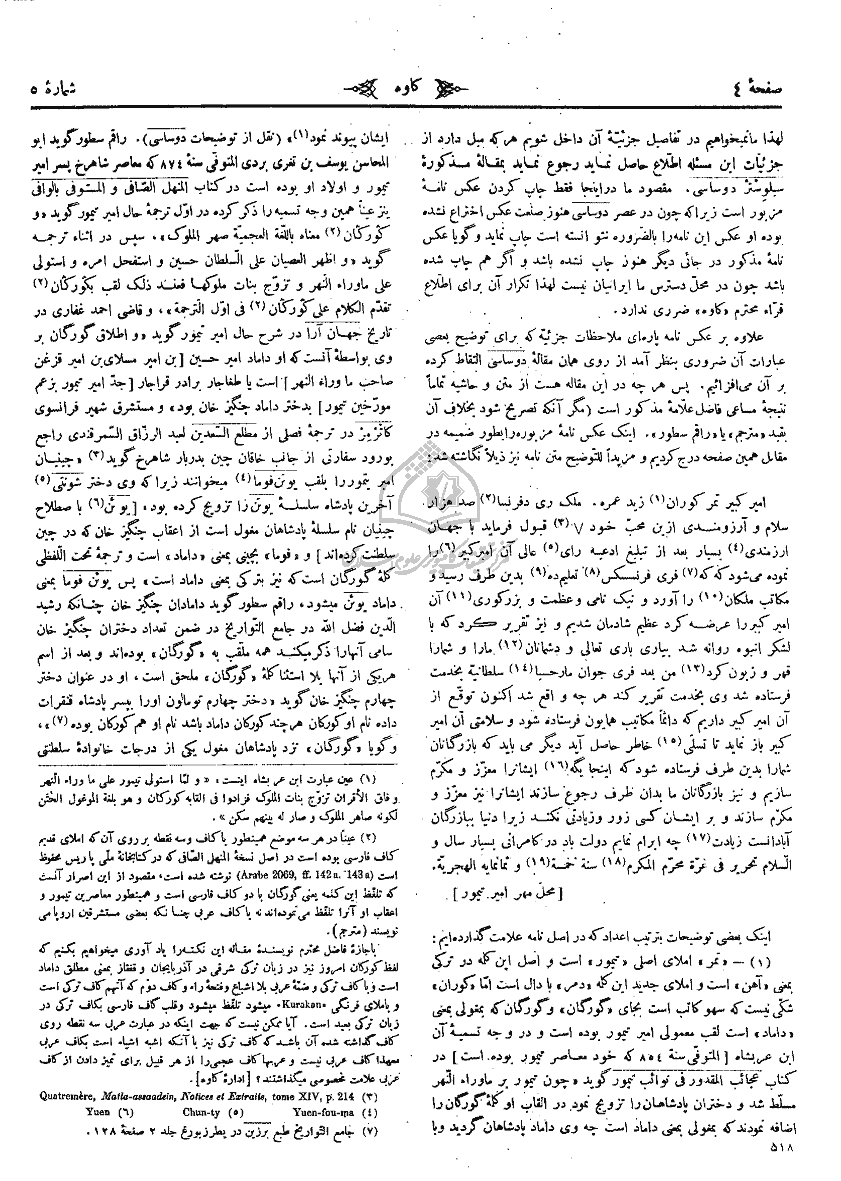
صفحهٔ دوم
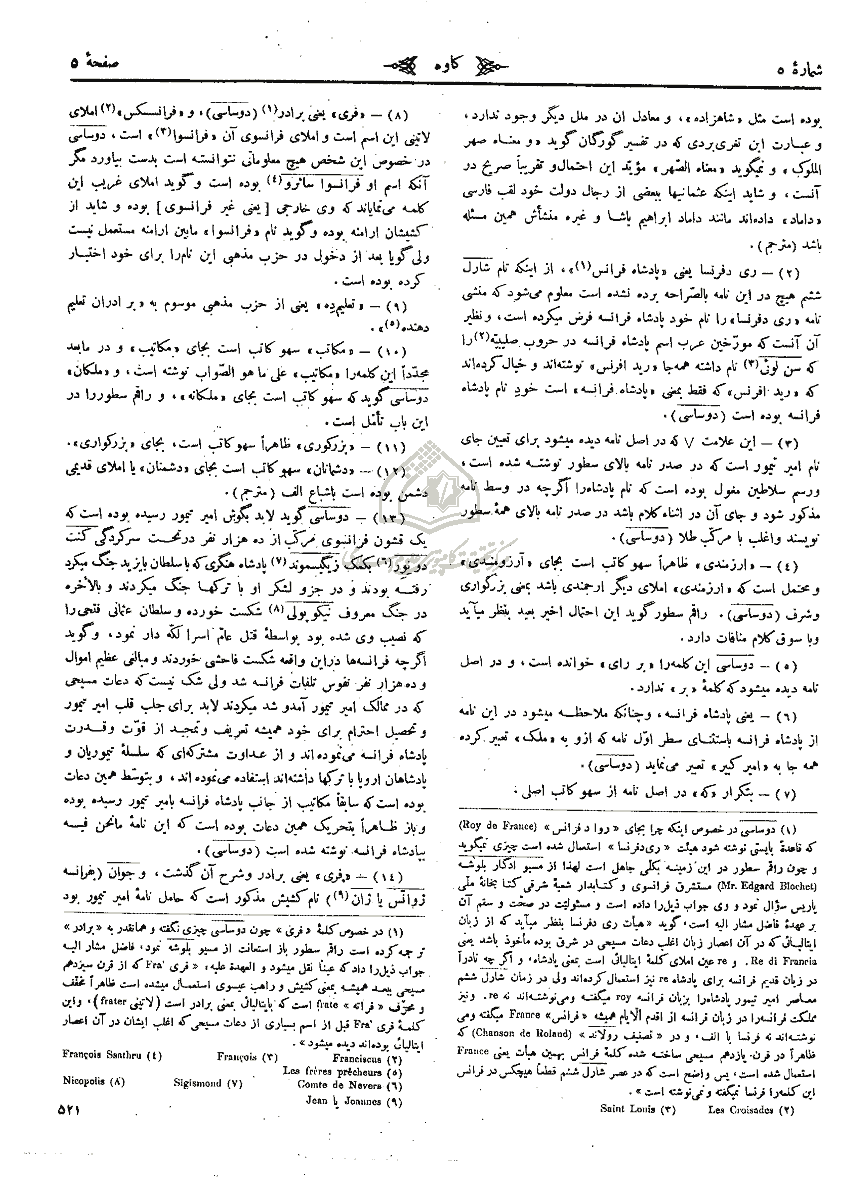
صفحهٔ سوم
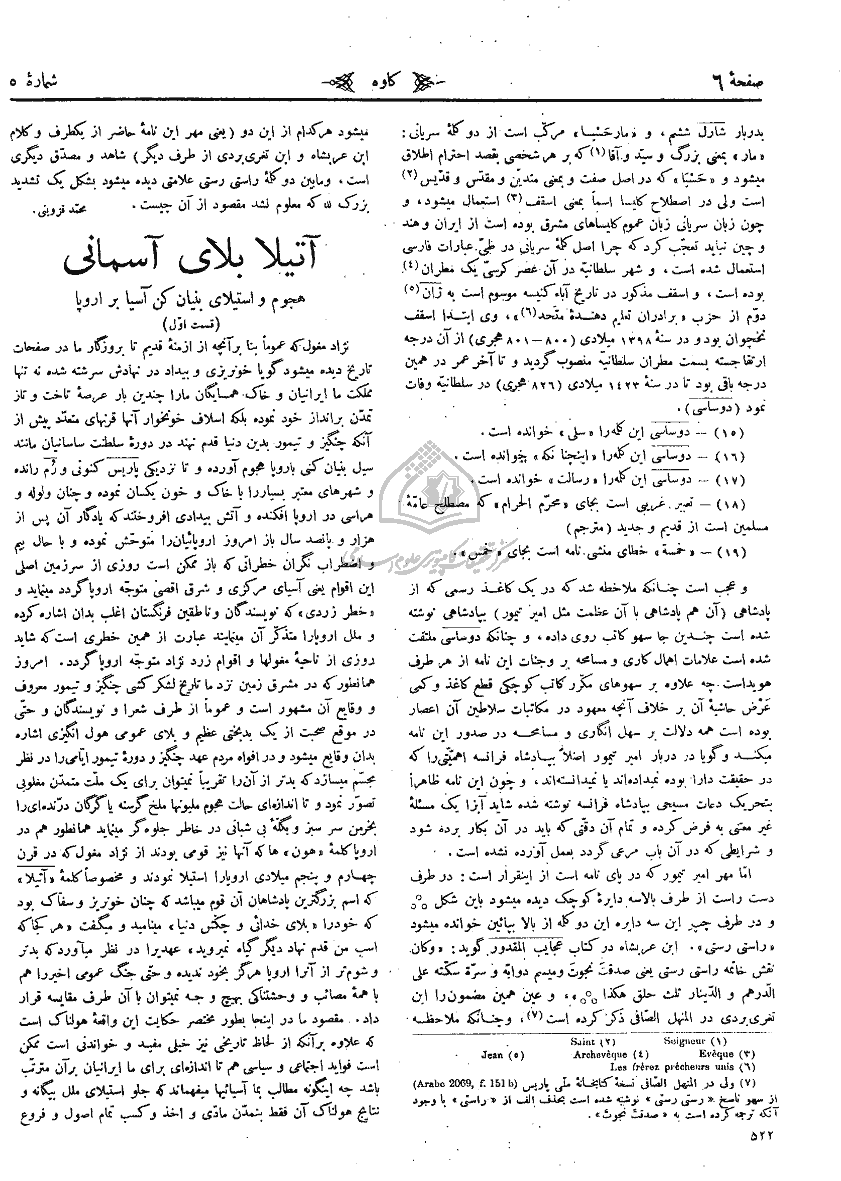
صفحهٔ چهارم